# Gelbkopftangare
Die Gelbkopftangare (Tangara xanthocephala) ist eine in Südamerika vorkommende Vogelart aus der Familie der Tangaren (Thraupidae).

## Merkmale
Die Gelbkopftangare erreicht eine Körperlänge von etwa 13 Zentimetern und ein Gewicht von 15,0 bis 23,6 Gramm. Namensgebend ist der gelbe Kopf, der nur von einer schwarzen Gesichtsmaske unterbrochen wird. Kehle und Nacken sind ebenfalls schwarz. Die Unterart Tangara xanthocephala lamprotis zeigt einen orangefarbenen Oberkopf. Die Brust ist türkisfarben, der Bauch gelblich. Das Rückengefieder ist schwarz und grün gescheckt, die Arm- und Handschwingen sowie die Steuerfedern sind schwarz und grün eingefasst. Beide Geschlechter unterscheiden sich farblich kaum, die Weibchen zeigen jedoch etwas blassere Farben. 

## Verbreitung, Unterarten und Lebensraum
Neben der an den Osthängen der Anden in der peruanischen Provinz Chanchamayo vorkommenden Nominatform Tangara xanthocephala xanthocephala sind zwei weitere Unterarten bekannt:
- Tangara xanthocephala lamprotis (P. L. Sclater, 1851) – in der peruanischen Region Ayacucho, der Provinz Cusco sowie im Departamento Santa Cruz in Bolivien
- Tangara xanthocephala venusta (P. L. Sclater, 1855) – in den Gebirgen Venezuelas, Kolumbiens und Ecuadors sowie der peruanischen Provinz Cajamarca und der Region Pasco.

Gelbkopftangare besiedeln bevorzugt feuchte Wälder, Waldränder und Berghänge in Höhenlagen zwischen 1000 und 2600 Metern.

## Lebensweise
Die Vögel ernähren sich in erster Linie von Früchten, in geringem Maße auch von Gliederfüßern (Arthropoda). Bei der Untersuchung der Mageninhalte von 15 Exemplaren ergaben 13 einen rein pflanzlichen Inhalt. Die Gelbkopftangare leben paarweise oder in kleinen Gruppen, zuweilen auch in Gesellschaft mit anderen Tangaren-Arten. Bezüglich des Brutverhaltens gibt es nur sehr unvollständige Angaben. Einzelbeobachtungen in Kolumbien zeigten Bruten zwischen März und Juli.

## Gefährdung und Schutz
Die Gelbkopftangare ist in Schutzgebieten und Nationalparks nicht selten und wird demzufolge von der Weltnaturschutzorganisation IUCN als  „Least Concern = nicht gefährdet“ klassifiziert. 
Außerhalb der Schutzgebiete ist aufgrund der Urbarmachung des Lebensraums jedoch bereits ein Rückgang der Art festzustellen.